# Pant (pays de Galles)
Pour les articles homonymes, voir Pant.
Pant est un village et une communauté du borough de comté de Merthyr Tydfil, au pays de Galles.

## Géographie
Pant est situé dans le nord-est du  borough de comté de Merthyr Tydfil, à la frontière du borough de comté de Caerphilly (à l'est) et du comté du Powys (au nord). Le centre-ville de Merthyr Tydfil se trouve à 5 km au sud-ouest. 

## Démographie
Au recensement de 2011, la communauté de Pant comptait 2 656 habitants.

## Transports
Pant possède sa propre gare de chemin de fer sur la Brecon and Merthyr Tydfil Junction Railway (en) pendant près d'un siècle. La gare de Pant (en) ouvre ses portes le 19 mars 1863 et disparaît en même temps que la désaffection de la ligne, le 31 décembre 1962.
Quelques années plus tard, une petite section de l'ancienne ligne entre Brecon et Merthyr Tydfil est reconvertie en chemin de fer touristique, la Brecon Mountain Railway (en). Pant en constitue le terminus au sud, et Torpantau au nord. Le site de l'ancienne gare de Pant n'étant plus disponible, une nouvelle gare (en) est créée un peu plus à l'ouest. Elle ouvre ses portes le 9 juin 1980.

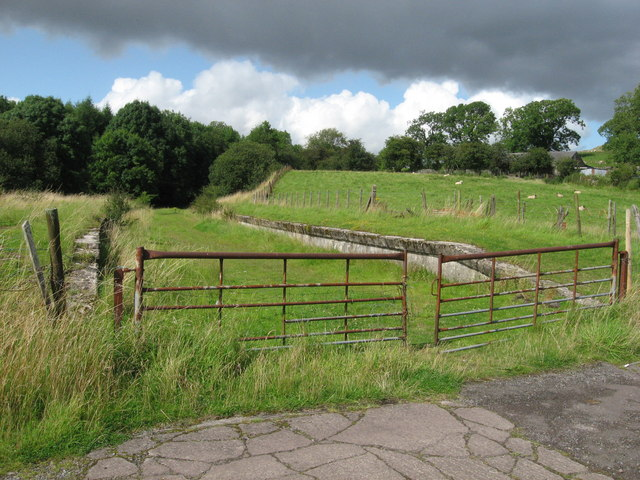
Le site de l'ancienne gare de Pant en 2009.
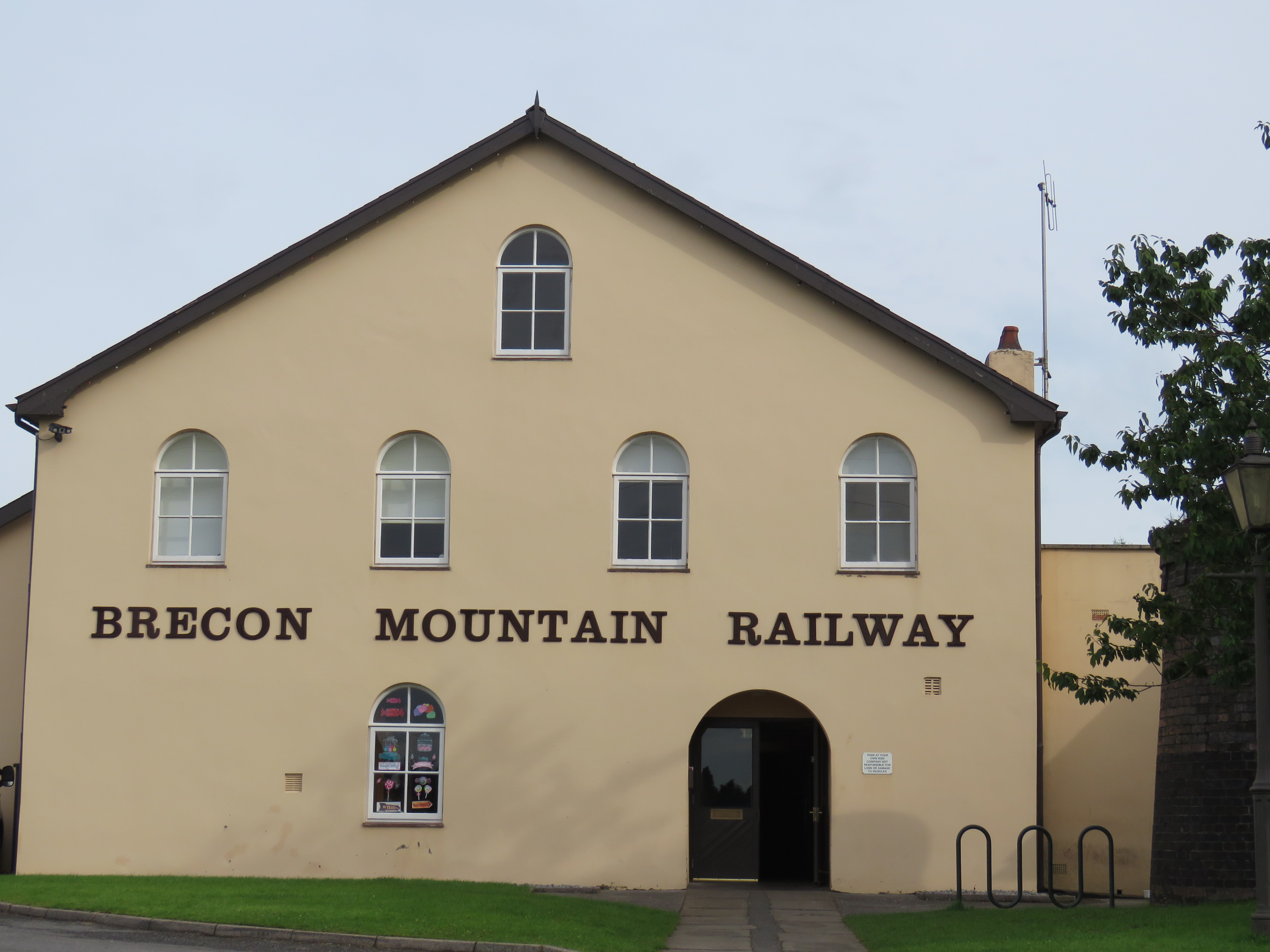
L'entrée de la nouvelle gare de Pant.

## Culture locale et patrimoine

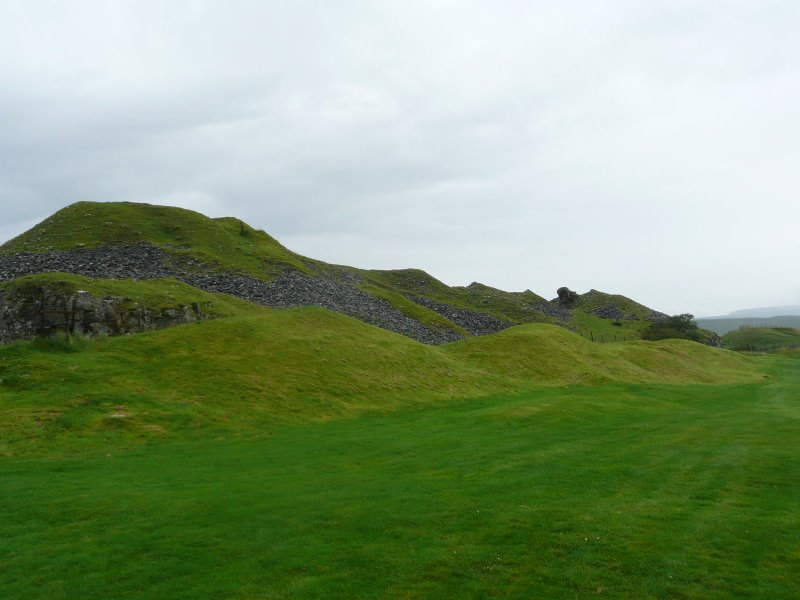
Les ruines du château de Morlais.

À l'ouest du village se trouvent les ruines du château de Morlais. Cette place forte, fondée à la fin du XIIIe siècle par le baron anglais Gilbert de Clare, semble n'avoir jamais été achevée. Un terrain de golf voisin en a repris le nom.